# Faster than the Speed of Night
A Faster than the Speed of Night Bonnie Tyler és az 1983-as év egyik legsikeresebb albuma, melyből a megjelenés napján 1 millió darabot adtak el. Ezen az albumon csendült fel először minden idők egyik leghíresebb rockballadája, a Total Eclipse of the Heart amely a világ szinte minden táján a toplisták élére került, az 1984-es Grammy díjátadón is előadta a dalt.

## Az albumról
Bonnie Tyler visszatérése Jim Steinmannak köszönhető, aki korábban Meat Loaf albumait rendezte és gyakorlatilag világsztárt is csinált belőle. Steinman kezdetben visszautasította az ajánlatot, hogy Tylerrel dolgozzon együtt de később beleegyezett abba, hogy pár demót felénekeljen és rögzítsen. Steinman fantasztikusnak találta Bonnie hangját, emlékeztette kedvenc rock & roll énekesének, John Fogertynek egyik dalára, ahol szintén rekedtes hangon énekelt. 
1982 áprilisában Steinman New York-i lakásán megkötötte a szerződést Bonnieval és a producer rögtön a zongorához ült, és John Fogerty, Have You Ever Seen the Rain? című számát kezdte el játszani, majd utána a Blue Oyster Cult, Goin' Through the Motion című dalát. A nagy munka tehát kezdetét vette. Mindkét dal felkerült a Faster than the Speed of Night lemezre. Steinman szeretett volna egy olyan dalt is a lemezre, amellyel Bonniet az egekig emelheti és ami az album sikerét is előre meglendíti. Megírta a Total Eclipse of the Heart című dalt. Jim nem is gondolta, hogy Tylerben ekkora tehetség lapul. Amikor meghallotta a Total Eclipse of the Heartot énekelni, szinte „wágnerikus támadásnak” vélte az eseményt és egyből beleszeretett Bonnie hangjába. Steinmannak nem tetszett Bonnie korábbi stílusa, így zenei és esztétikai változások is történtek. Zeneileg teljesen Steinman zenei világa uralta az albumot, amely a Wágnerikus rock egyik remek példája lett. Bonnie Tyler is megváltozott. Az aranyszőke, egyenes hosszú hajkoronát felváltotta a platinaszőke, magasra tupírozott haj és így jelent meg az albumborító fotózásán. Továbbá előkerültek a bőrkabátok és a bőrszerelések is. 
Elkészült az albumborító, a 9 dal fel lett énekelve a lemezre és 1983-ban a CBS ki is adta azt. A siker leírhatatlan. A Total Eclipse of the Heart kislemezből napi 60 ezer darabot adtak el, összesen 6 milliót világszerte és szinte minden toplistán első helyre került.

## Albumborító
Az 1980-as évek a digitalizáció jegyében teltek el és ez a zeneiparra hatott ki legfőképpen, hiszen megjelentek az első CD lemezek is és egyre nagyobb hangsúlyt kaptak a borítók képei és stílusai is. Bonnie ragaszkodott hozzá, hogy albumainak borítóján ő maga legyen látható és külön kihangsúlyozta, hogy a szemei is feltűnőek legyenek, mert fontosnak tartotta, ha a rajongók látják a képen a szemét.
A lemez első borítójára Tyler arcképe került, feltupírozott platinaszőke hajkorona, szolid smink, fekete háttér és ami igen egyedivé teszi az összhatást, az egy vízszintes kék fénykard, ami Bonnie füléig ér mind két oldalon. Ez már sejtetni engedi, hogy itt valami világűrrel vagy azzal kapcsolatos dolog van a háttérben. És valóban, a hátsó borítón már egy világűr részletet látunk, csillagokkal, csillagköddel és egy sejtelmes, álarcos alakot, akinek a képe halványan kirajzolódik a fénylő égitestek között. A betűtípus mind az LP-n mind a CD-n eltérő, de stílusát tekintve a jövő irányvonalait követi és amolyan Star Wars feelinget ad a képnek és hűen tükrözi az akkoriban sikeres space-disco imázst.

## Kritika
1978-as It’s a Heartache című világslágere után a nyolcvanas évek elején Tyler kezdett lecsúszni a slágerlistákról, de megjelent a Faster than the Speed of Night, ami egy bombasztikus album lett, Tyler sikereit ismét az egekig emelte. A siker kulcsa Jim Steinman aki ugyanazt a gótikus operai zenei világot alkalmazta, mint korábban Meat Loaf Bat Out of Hell című világsikerű lemezén. Steinman; Tyler füstszerű, rekedtes hangja és saját, filmszerű zenei stílusa tette a Faster than the Speed Of Night albumot a legsikeresebb Steinman és Tyler-lemezzé. Az album legnagyobb slágere a Total Eclipse of the Heart, ami vágyódásról és egy elveszett szerelemről szól, lágy zongoraszólóval indul és a dal tetőpontján szinte bombaként robban Tyler hangjával, az erős vokállal és az akkordokkal. A címadó dal egy romantikus, metálos gitászólókkal átszőtt, lassú-gyors zongoraszólókkal kevert Steinman-féle miniopera. Az albumon két feldolgozás is szerepel. Az egyik Bryan Adams Straight from the Heart dala, valamint a Have You Ever Seen the Rain? című dal, klasszikus zongoraalapokon nyugvó Arena rock stílusban hallható Roy Bittan zenei szerkesztésében.
Az albumra felkerült egy szívszaggató ballada is, melyet Frankie Miller írt Tylernek és vele is adja elő duettben. Tyler és Miller mély, rekedtes hangja igazán jó összhatással van és egy különleges, drámai szerzemény a végeredmény. A fellengzősség és a melodráma nem elég ahhoz, hogy egy album igazán sikeres legyen, mert hamar eltűnik a süllyesztőben. Jim Steinman viszont a fülbemászó dallamaival (lásd, Going Trogh the Motion című dalban a kántáló gyermekkórus) wágnerikus rock és filmzenei stílusának keveredésével garantált sikerre lett ítélve az album, amely Bonnie Tyler legsikeresebb munkája lett és amely világrekordokat döntött meg és a nagy riválisokat pillanatok alatt lesöpörte a toplistákról. Mindent egybe véve, ez egy olyan album, amit mindenkinek érdemes megvásárolni, aki szereti a melodrámával és szenvedéllyel átszőtt rockot és a heroikus hangú Bonnie Tylert.

## Idézetek
Úgy gondolom, hogy neki van a legtökéletesebb hangja ehhez a dalhoz (Total Eclipse Of The Heart) mert annyira érzéki és pusztítóan heroikus, mint egy hihetetlenül energikus, briliáns hangszer. Azt gondolom, hogy ez a tökéletes hang, amit már régóta próbáltam megtalálni.
Hihetetlen energiát éreztem magamban, amikor a dalokat felénekeltem. A korábbi albumaim nem hoztak ennyire lázba, de ez a lemez most nagyon izgatottá tesz, mert nagyon jó a zenei stílusa.
Nem tudom elképzelni az életemet éneklés nélkül. Imádok énekelni.
Eddig mindig mások döntötték el helyettem, hogy milyen stílusban énekeljek és hogy hogyan viselkedjek. De az új managerem megtanított arra, hogy mit tegyek és mit ne és neki köszönhetően végre ki tudom alakítani saját stílusomat, elképzeléseimet, azt, ami nekem tetszik.

## Dalok
| # | Dalcím                         | Zeneszerző             | Producer     | Hossz |
| - | ------------------------------ | ---------------------- | ------------ | ----- |
| 1 | Have You Ever Seen the Rain?   | John Fogerty           | Jim Steinman | 4:03  |
| 2 | Faster Than The Speed Of Night | Jim Steinman           | Jim Steinman | 6:45  |
| 3 | Getting So Exciting            | Alan Gruner            | Jim Steinman | 3:25  |
| 4 | Total Eclipse of the Heart     | Jim Steinman           | Jim Steinman | 7:02  |
| 5 | It’s A Jungle Out There        | Pilger/Polen           | Jim Steinman | 4:33  |
| 6 | Goin’ Through The Motions      | Ian Hunter; Eric Bloom | Jim Steinman | 4:05  |
| 7 | Tears (feat. Frankie Miller)   | Frankie Miller         | Jim Steinman | 3:47  |
| 8 | Take Me Back                   | Billy Cross            | Jim Steinman | 5:15  |
| 9 | Straight from the Heart        | Bryan Adams            | Jim Steinman | 3:38  |

Japán bónusz 2009
| #  | Dalcím                                  | Zeneszerző   | Producer     | Hossz |
| -- | --------------------------------------- | ------------ | ------------ | ----- |
| 10 | Total Eclipse of the Heart (Radio Edit) | Jim Steinman | Jim Steinman | 4:30  |

### 'B' oldalas dalok
| # | Dalcím           | Zeneszerző               | Producer    | Hossz |
| - | ---------------- | ------------------------ | ----------- | ----- |
| 1 | Time             | P.Hopkins; Bonnie Tyler  | P. Oxendale | 3:45  |
| 2 | Gonne Get Better | P. Hopkins; Bonnie Tyler | P. Oxendale | 3:35  |
| 3 | First Love       | P. Hopkins; Bonnie Tyler | P. Oxendale | 3:40  |

### Stúdiók
- The Power Station New York City
- The Hit Factory New York City
- Green Street Studio N.Y.
- Richt Track Studio N.Y.

## Kislemezek

### Have You Ever Seen The Rain
- Have You Ever Seen the Rain
- Total Eclipse Of The Heart
- Time

### Faster Than The Speed Of Night
- Faster Than The Speed Of Night
- Gonna Get Better

### Faster Than The Speed Of Night (USA kiadás)
- Faster Than The Speed Of Night (Radio Edit)
- Faster Than The Speed Of Night (Album Version)
- Take Me Back (Radio Edit)
- Take Me Back (Album Version)

### Getting So Excited (+It’s a Jungle Out There Special Jim Steinman Remix)
- It's A Jungle Out There (Special Jim Steinman Remix)
- Getting So Excited
- Going Through The Motion

### Total Eclipse of the Heart
- Total Eclipse Of The heart (Album Version)
- Take Me Back

### Tears
- Tears (duet with Frankie Miller)
- First Love

### Straight From the Heart
- Straight From The Heart
- First love

### Take Me Back
- Take Me Back (Radio Edit Version)
- Take Me Back (Album Version)

## A produkció
- Roy Bittan: billentyűs hangszerek, zongora
- Martin Briley: gitár
- Hiram Bullock: gitár
- Steve Buslowe: basszus
- Rick Derringer: gitár
- Rory Dodd: vokál
- Larry Fast: szintetizátor
- Erika Katz: vokál
- Dave Lebolt: szintetizátor
- Will Lee (bassist)|Will Lee: basszus
- Steve Jordan: dobok
- Jimmy Maelen: ütős hangszerek
- Brian Pew: vokál
- Paul Shaffer: orgona
- Holly Sherwood: vokál
- Jim Steinman: rendező, zeneszerző, producer, szövegíró, énekes
- Edward Skylar: vokál
- Tristine Skylar: vokál
- Eric Troyer: vokál Total Eclipse Of The Heart
- David Varga: vokál
- Max Weinberg: dobok

## Videóklipek
- Total Eclipse Of The Heart 1983[halott link]
- Have You Ever Seen the Rain[halott link]
- Faster than the Speed of Night
- Total Eclipse of the Heart Grammy Awards Live[halott link]
- Take Me Back
- Straight from the Heart
- Total Eclipse Of The Heart LIVE
- Total Eclipse Of The Heart LIVE In Sopot Festival 2005[halott link]
- Total Eclipse Of The Heart LIVE 2007[halott link]
- Total Eclipse Of The Heart feat. Lucy Lawless Live Celebrity Duets
- Total Eclipse Of The Heart LIVE Top Of The Pops
- Total Eclipse Of The Heart LIVE 2004[halott link]
- Total Eclipse Of The Heart LIVE Full Version
- Total Eclipse Of The Heart feat. BabyPinkStar (Version 2007)
- Total Eclipse Of The Heart / Totale Finsternis (Tanz Der Vampire LIVE In Sommerfest)[halott link]

## Díjak
American Music Awards
- Legjobb pop-rock énekesnő (1984)
- Legjobb pop-rock dal (Total Eclipse of the Heart) (1984)

Grammy Awards
- Legjobb dal (Total Eclipse of the Heart) (1984)
- Legjobb album (Faster than the Speed of Night) (1984)

Guinness Világrekord
- Az első női előadóművész, aki a brit toplista első helyére került (1983)

Goldene Europa
- Legjobb énekesnő (1983)

Variety Club of Great Britain Award
- Az év legjobb albuma (1983)

Brit Awards
- Az év legjobb énekesnője (1983)

## Toplistás helyezések

### Faster than the Speed of Night (album)
| Slágerlista (1983) | Legjobb helyezés | Lemezminősítés |
| ------------------ | ---------------- | -------------- |
| Egyesült Királyság | 1                | Platinalemez   |
| Norvégia           | 1                | Platinalemez   |
| Új-Zéland          | 1                | Platinalemez   |
| Svédország         | 3                | Platinalemez   |
| USA                | 4                | Platinalemez   |
| Hong Kong          | na               | Aranylemez     |
| Franciaország      | 12               | Aranylemez     |
| Svájc              | 19               |                |
| Németország        | 20               |                |
| Hollandia          | 24               |                |

### Total Eclipse of the Heart
| 1983               | Legjobb helyezés |
| ------------------ | ---------------- |
| Argentína          | 1                |
| Ausztrália         | 1                |
| Ausztria           | 1                |
| Belgium            | 1                |
| Billboard Pop      | 1                |
| Billboard Country  | 1                |
| Brazília           | 1                |
| Dánia              | 1                |
| Dél Afrika         | 1                |
| Egyesült Királyság | 1                |
| Franciaország      | 1                |
| Fülöp Szigetek     | 1                |
| Hollandia          | 24               |
| Izland             | 1                |
| Írország           | 1                |
| Japán              | 1                |
| Kanada             | 1                |
| Metal Chart USA    | 1                |
| Mexikó             | 1                |
| Németország        | 16               |
| Norvégia           | 1                |
| Olaszország        | 17               |
| Portugália         | 1                |
| Spanyolország      | 1                |
| Svájc              | 3                |
| Svédország         | 3                |
| Törökország        | 1                |
| USA                | 1                |
| Új Zéland          | 1                |
| Venezuela          | 1                |

### Faster than the Speed of Night (dal)
| 1983               | Legjobb helyezés |
| ------------------ | ---------------- |
| Norvégia           | 9                |
| Írország           | 17               |
| Egyesült Királyság | 43               |

### Have You Ever Seen the Rain?
| 1983               | Legjobb helyezés |
| ------------------ | ---------------- |
| Spanyolország      | 8                |
| Írország           | 13               |
| Franciaország      | 40               |
| Egyesült Királyság | 47               |
| Németország        | 63               |

### Take Me Back
| 1983 | Legjobb helyezés |
| ---- | ---------------- |
| USA  | 46               |

### Getting So Excited
| 1983               | Legjobb helyezés |
| ------------------ | ---------------- |
| Egyesült Királyság | 89               |